# Gjølme
Gjølme is een plaats in de Noorse gemeente Orkdal, provincie Trøndelag. Gjølme telt 473 inwoners (2007) en heeft een oppervlakte van 0,53 km².